# 阿米蒂奇·特雷爾
莫里斯·R·康斯（Maurice R. Coons，1902年7月18日—1930年10月10日），筆名阿米蒂奇·特雷爾（Armitage Trail），是一名美國通俗小說作家，最出名是他的1929年小說《Scarface》。該小說改編自黑幫艾爾·卡彭的一生，而且小說被改編成1932年電影《傷面人》，由侯活·鶴士執導，侯活·曉治監製。1932年電影後來被重拍成現代版的1983年電影《疤面煞星》。他唯一的另一部重要作品是偵探小說《The Thirteenth Guest》，但其被推測擁有更多以化名撰寫的作品。

## 生平

### 早年生活
阿米蒂奇·特雷爾的本名是莫里斯·R·康斯，於1902年7月18日出生在內布拉斯加州麥迪遜。他是Oscar A. Coons和Alice L. Coons的長子，與Alice的母親Mary J. McIntyre一起生活。他有兩個兄弟叫Hannibal（本名Stanley J. Coons）和Eugene，以及一個名叫Evelyn的姐妹。由於Oscar擔任新奧爾良歌劇公司的巡迴演出經理，所以在特雷爾成年之前該家庭曾多次搬遷，其中一個明確的位置是新奧爾良。特雷爾熱衷於寫作，在16歲時離開學校，將時間投入到寫作。同樣地，他在年輕時期對艾爾·卡彭等的黑幫有興趣，Hannibal Coons說過他的兄弟莫里斯「對黑幫感興趣，如同其他男人對郵票、舊硬幣或雙翼展開的蝴蝶有興趣。」在他十幾歲和二十出頭的其餘時間裡，莫里斯·康斯使用過各種假名，為通俗雜誌撰寫各種犯罪和偵探故事。在此期間，他探訪過紐約市，最終離開家鄉居住在芝加哥附近，他在那裡寫了《Scarface》。

### 芝加哥與《Scarface》
關於特雷爾在伊利諾州的日子所知不多。他住在伊利諾州的奧克帕克，是一個與芝加哥西部相鄰的小鎮，他每天都在日光浴室中創作《Scarface》。他沒有在那裡居住夠長的時間，無法被官方的美國人口普查記錄下來。特雷爾大部分時間都在芝加哥度過，據說他經由一位與他認識的意大利裔美國律師聯繫當地的西西里幫派。從那時起，特雷爾花了他很多夜晚與幫派成員交往，目的是為他的小說獲得靈感。特雷爾在1930年出版了《Scarface》。儘管特雷爾從未正式遇到過與他的小說有關的艾爾·卡彭，但卡彭可能已經知道這部作品。

### 出售《Scarface》
監製侯活·曉治最終與特雷爾接洽，有興趣將他的小說改編成電影。特雷爾以25,000美元的價格將《Scarface》的版權賣給了曉治，並在此過程中搬到洛杉磯，而他住在Delman Torrace St 3811號。在售出《Scarface》版權後，負責編劇的W·R·柏奈特表示，特雷爾開始酗酒。特雷爾在荷里活的生活很奢華，體重迅速地增加，戴著寬邊的Borsalino帽子，並聘請了一位名叫Elijah Ford的僕人。

### 逝世
特雷爾從未看到電影《傷面人》製作完成，因為他在1930年10月在派拉蒙劇院死於心臟衰竭。他被埋葬在好莱坞永恒公墓走廊/建築C，地下室237。

## 《The Thirteenth Guest》
特雷爾的第一本小說是《The Thirteenth Guest》，出版於1929年，內容關於謀殺虛構人物Marie Morgan的調查事件。該小說在1932年被改編成電影《古屋魅影》，由阿爾伯特·瑞伊執導，後來在1943年重拍為由William Beaudine執導的《Mystery of the 13th Guest》。

## 《Scarface》
《Scarface》是特雷爾最著名的小說，在1930年首次出版，詳細描述了Tony "Scarface" Camonte的生活，這角色是基於黑幫艾爾·卡彭。在1932年電影上映前，特雷爾已經去世了，據報導，卡彭因演員保羅·穆尼在電影中扮演他而感到冒犯後，卡彭便派出一些手下向編劇本·赫克特質問。

## 其他作品
有人推測，特雷爾使用過各種假名來寫許多通俗故事，據說甚至是整本雜誌。